# 關平

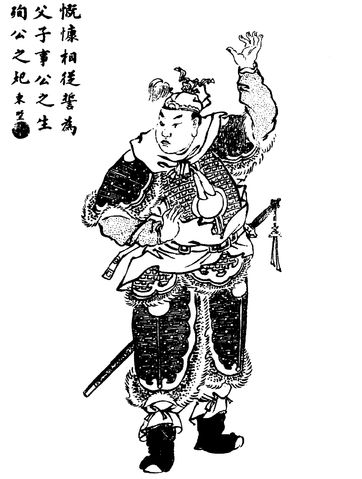
關平

關平（?—220年），河東解（今山西運城）人。三國時蜀漢將領關羽的長子。

## 生平
建安二十四年（219年），關羽與曹仁、呂蒙等勢力交戰，關平隨父征討，後來為吳軍所敗，他與父親關羽一同被俘，最后于十二月（220年）在臨沮被孫權下令斬首。

## 軼話
關羽歿後，顯靈不斷，被封為神，歷代君王、官民皆為其設廟祭祀。作為神祇的關羽身邊常有二人脅侍，左邊是提青龍偃月刀的周倉，而右邊捧印的就是關平。因此關平亦被稱為「關平帝君」、「關平太子」，形象面如傅粉，唇若塗脂，是一名年輕俊俏的白臉神將。
農曆五月十三日是關平帝君誕。据清代冯景撰《关侯祖墓碑记》及道教书文《关圣太子宝诰》，关平生于光和元年戊午（178年）五月十三日（6月16日），母即关羽妻胡氏。
民間傳說關平字坦之，因此劇目《走麥城》中關平名字也以“關坦之”表記。
宋徽宗崇寧元年（公元1102年）封武夷侯，宣和五年（公元1123年）加封「威顯」二字，明神宗萬曆二十四年（公元1569年）封竭忠王。

## 親屬
- 關羽，關平之父，三國時蜀漢將領。
- 關興，關平之二弟，在關羽死後繼承了漢壽亭侯的爵位。
- 關索，關平之三弟，見於三國演義，正史無記載。
- 關氏，關平之妹，孫權曾私下為子求婚，遭關羽所拒，並辱罵來使。
- 趙氏，趙雲之女，關平之妻。生關樾，記載於清朝地方志《江陵縣誌》。

## 评价
- 罗贯中：“烈烈三分将，堂堂百战身。金戈冲杀气，铁马截征尘。报国忠心壮，随亲孝义淳。临沮天数尽，父子共归神。”（玉泉山关公显圣）

## 藝術形象

### 三國演義
在《三國演義》中，關平是關羽在戰亂中所收之義子（與史實不符），親父名為關定，有一親兄名為關寧。首次登場於第二十八回〈斬蔡陽兄弟釋疑　會古城君臣聚義〉，當時關羽剛脫離曹軍，千里尋兄，會合張飛後便與身在冀州的劉備聯絡，雙方行至河北界首，於關定莊院內兄弟重逢。關定欲使年僅十八歲的次子關平跟隨關羽同行，劉備便主張讓關羽與關平結為義父子。自此後關平隨侍在關羽身邊，一生東征西討。
《演義》中的關平非常活躍，而且形象鮮明。他武勇過人，不遜乃父，曾跟隨劉備出征西川，立下戰功，後來又與曹魏猛將龐德大戰三十回合，彼此不分勝負；性格方面，關平冷靜沉著，數次勸阻其父衝動之舉（如於荊州想殺害吳國來使諸葛瑾、要單刀遠赴魯肅的宴會、強要於陣前親討龐德、徐晃等魏將），後來關羽與龐德大戰，幾乎遭到冷箭暗算，幸得關平眼快出言提示，更縱馬出陣接應，關羽方保無虞。
民間俗說及道教书文《关圣太子宝诰》指關平字坦之，電視劇《三國》則稱表字定國。

### 影视
- 1992年電視劇《關公》：王立敏
- 1994年央视电视剧電視劇《三國演義》：丁志勇、陈兵。日语版关平的声优有两人，分别为关俊彦（《赤壁鏖战》）和成田剑（《三国鼎立》）
- 1996年電視劇《三國英雄傳之關公》：黃膺勳
- 2004年電視劇《武聖關公》：李彪
- 2008年電影《赤壁》：孟和烏力吉
- 2010年電視劇《三國》：范近輪

### 動漫遊戲
- 真三國無雙系列 / 無雙OROCHI系列（光榮公司開發，中尾良平配音）
- 三國志
- 三國演義
- 《橫山光輝三國志》（橫山光輝）
- 《蒼天航路》（王欣太）
- 《火鳳燎原》（陳某）